# Glaucosoma magnificum
Glaucosoma magnificum is een straalvinnige vissensoort uit de familie van zaag- of zeebaarzen (Serranidae). De wetenschappelijke naam van de soort werd voor het eerst geldig gepubliceerd in 1915 door James Douglas Ogilby, die ze in een nieuw geslacht Reganichthys onderbracht.
Glaucosoma magnificum heeft een zilverkleurig lijf met een verticale donkere band ter hoogte van het oog. Kenmerkend zijn ook de lange, donkere filamenten aan het uiteinde van de vinnen. De totale lengte is gemiddeld 20 cm, maximaal 32 cm.
De soort is endemisch in Australië. Ze komt voor van de westelijke kust van West-Australië tot het Kaap York-schiereiland in Queensland. De typelocatie is "Thursday Island, Torres Strait" (een van de Straat Torres-eilanden die deel uitmaken van Queensland). Ze leeft in de kustwateren nabij riffen, meestal in scholen op een diepte van 8 tot 10 meter. Ze voedt zich met ongewervelde dieren.